# Julia Willmothe Henshaw

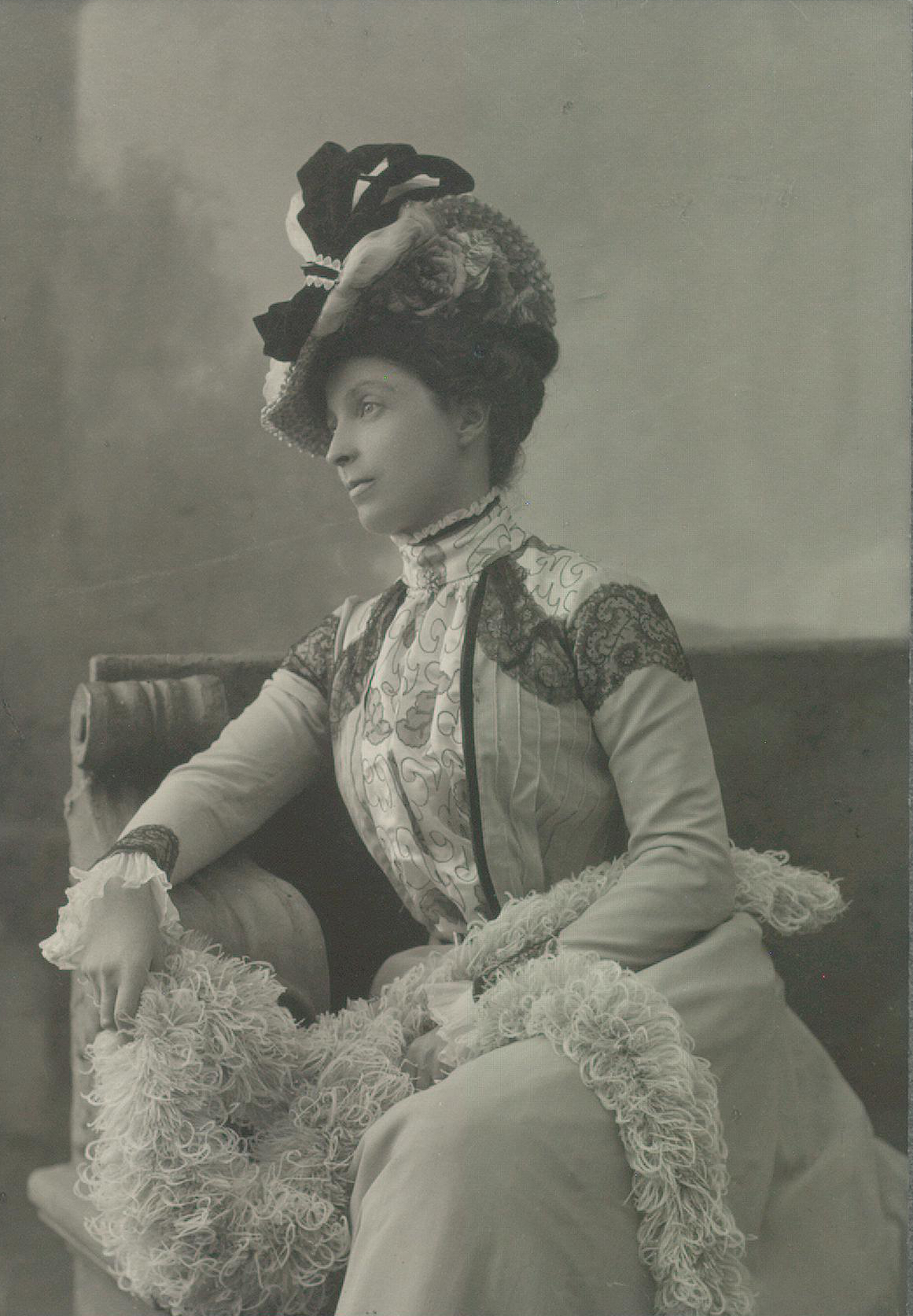
Julia Wilmotte Henshaw (1887)

Julia Willmothe Henshaw, auch bekannt als Julian Durham und G’wan (* 8. August 1869 in Durham, England; † 19. November 1937 in Vancouver, Kanada) war eine kanadische Autorin und Botanikerin. Sie war die erste Romanautorin in British Columbia.

## Leben und Werk
Henshaw war die siebte Tochter von acht Kindern von William Henderson und Lucy Durham. Sie wuchs in Durham auf und wurde von Gouvernanten und Hauslehrern unterrichtet. Ihr Vater ermöglichte ihr eine Ausbildung in Frankreich und Deutschland. 1881 lebte bei ihrer Schwester Lucy und deren Ehemann John George Norton in Durham und zog mit ihnen 1884 nach Montreal, als Norton dort die Stelle des Rektors der Christ Church Cathedral annahm.
1887 heiratete sie Charles Grant Henshaw, mit dem sie 1890 mit ihrer gemeinsamen Tochter nach Vancouver zog. Ihr Mann arbeitete dort als Kaufmann und sie konnte ihren Interessen an Botanik, Fotografie und der Erkundung unbekannter Gebiete nachgehen. Sie kartierte einen Teil des Landesinneren von Vancouver Island. Ein Bach, der dort in den Buttle Lake mündet, ist nach ihr benannt worden.
Sie gehörte zu den Gründerinnen des Vancouver Woman’s Musical Club, war von 1911 bis 1912 Schatzmeisterin des Georgian Club und von 1910 bis 1920 Ehrensekretärin des Alpine Club of Canada. Sie war 1911 Vizepräsidentin der Vancouver-Filiale des Women’s Canadian Club, war 1916 die nationale Vizepräsidentin des Imperial Order Daughters of the Empire und leitete 1924 als Vizepräsidentin die Provinzsektion der Canadian Society of Authors.

## Tätigkeit als Autorin und Journalistin
1894 begann sie für die Province zu schreiben. Nachdem die Zeitung im März 1898 zu einer Tageszeitung geworden und nach Vancouver verlegt worden war, war sie unter dem Pseudonym Julian Durham deren Redakteurin für Buchrezensionen und Theaterkritikerin. Von 1900 bis 1910 redigierte sie die Sonntagsseite des Vancouver Daily News-Advertiser und war unter dem Pseudonym G’wan die Sozialredakteurin der Zeitung. Nach der Gründung der Vancouver Sun im Jahr 1912 redigierte sie ihre Buchseite und schrieb sie bis zu ihrem Tod die Kolumne Note book.
Als Julian Durham veröffentlichte sie zwei Artikel im Canadian Magazine: Vancouver, a twelve year old city im Jahr 1898 und The queen city of British Columbia im folgenden Jahr. 1898 erschien unter demselben Pseudonym ihr erster Roman Hypnotized: Or the Experiment of Sir Hugh Galbraith: A Romance.
Sie war die erste Romanautorin in British Columbia und veröffentlichte ab 1900 unter ihrem Ehenamen. Ihr Interesse an Fotografie und Botanik führten zur Veröffentlichung mehrerer Pflanzenführer. Henshaw hatte die fotografischen Techniken von Mary Townsend Schäffer und ihrem Mann Charles erlernt, die beide Naturforscher waren. Henshaws Buch, das in den Vereinigten Staaten unter dem Titel Mountain Wild Flowers of America herausgebracht wurde, und der nachfolgende Band Wild Flowers of the North American Mountains waren die ersten nordamerikanischen Führer zu Alpenpflanzen. Sie waren innovativ in der Verwendung von Fotografien anstelle von Lithographien, und die Inhalte waren nach der Farbe der Blüten geordnet.
Sie veröffentlichte ab 1907 mehrere Artikel über Bergvegetation im Canadian Alpine Journal und schrieb über Alpenblumen, Gärten, Reisen in Westkanada, Bergsteigen und andere Freizeitaktivitäten für das Canadian Magazine und viele andere kanadische, amerikanische und britische Zeitschriften. Ihren Artikeln waren oft Fotos beigefügt, von denen einige wahrscheinlich ihre eigenen waren.
Henshaw kartierte 1910 und 1911 das Innere von Vancouver Island. Sie schrieb auch über ihre Bergsteigerexpedition mit dem Schweizer Führer Edward Feuz und einem Begleiter zum Gipfel des Asulkan Pass in 7716 Fuß Höhe im Jahr 1910.

## Tätigkeiten während des Ersten Weltkrieges und später

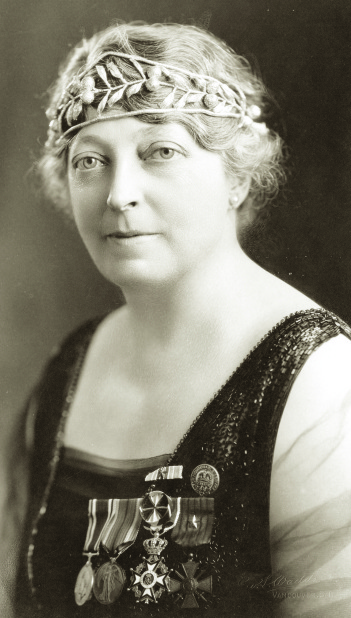
Julia Wilmotte Henshaw mit ihren Medaillen aus dem Ersten Weltkrieg (um 1920)

Während ihr Mann während des Ersten Weltkriegs als Rekrutierungsoffizier in Vancouver arbeitete, war sie Ehrenkapitänin der britischen Rotkreuzgesellschaft. Sie wurde 1915 als Hauptmann der kanadischen Armee ernannt und ging mit einer Sondermission nach Übersee. Sie arbeitete mit kanadischen, britischen und Rotkreuz-Gesellschaften zusammen und blieb nach Kriegsende in Europa, um bei der Evakuierung der Streitkräfte zu helfen. Sie fuhr Krankenwagen in Frankreich und fungierte dort als Direktorin des Roten Kreuzes. Für ihre Hilfe bei der Evakuierung mehrerer Städte unter feindlichem Beschuss wurde ihr von der französischen Regierung das Croix de Guerre verliehen und ein Gemälde mit Napoleon geschenkt.
Nach dem Krieg kehrte sie nach Kanada zurück. Sie war 1913 zum Fellow der Royal Geographical Society gewählt worden und nahm 1920 als Delegierte des Alpine Club of Canada am internationalen Alpenkongress in Monaco teil, wo sie mehrere illustrierte Präsentationen über die Rocky Mountains hielt. Sie wurde dort zur Offizierin des Orden des heiligen Karl ernannt. 1924 hielt sie vor der Victoria League in London einen Vortrag über den Columbia River. Im folgenden Jahr sprach sie vor der Royal Society of Arts und der Royal Scottish Geographic Society über Kanadas Nationalparks. Sie war Direktorin der Canadian National Parks Association.
Sie starb 1937 im Alter von 68 Jahren.
Zu ihren Besitztümern gehörte ein nicht eingelöster Scheck des Sun-Verlags. Ihren Nachlass im Wert von knapp über 6.047 US-Dollar erbte ihre Tochter.

## Ehrungen (Auswahl)
- 1911: Fellow of the Royal Geographical Society
- Croix de Guerre
- Der Henshaw Creek auf Vancouver Island wurde nach ihr benannt

## Veröffentlichungen (Auswahl)
- Mountain Wild Flowers of America. Wentworth Press, 2016, ISBN 978-1-374-49128-1.
- The Mountain Wildflowers of Western Canada. Canadian Alpine Journal, Band 1, Nummer 1, 1907, S. 130–137.
- The Orchidaceae of the Rocky and Selkirk Mountains. Canadian Alpine Journal, Band 1, Nummer 2, 1908, S. 264–267.
- Julian Durham: Hypnotized: Or the Experiment of Sir Hugh Galbraith. A Romance. Ontario Publishing Company, 1898.
- Vancouver. A Twelve-year-Old City. 1898.
- The Queen City of British Columbia. 1899.
- Why Not, Sweetheart? 1901; George N. Morang, Toronto 1902.
- Mountain Wildflowers of Canada. A Simple and Popular Guide to the Names and Descriptions of the Flowers that Bloom Above the Clouds. William Briggs, Toronto 1906. Ginn & Co, Boston 1906.
- Mountain Wildflowers of America. 1906.
- Wild Flowers of North American Mountains. Robert M. McBride Co., New York 1915, 1917.